# ساذج نصار
ساذج نصار (مواليد حيفا، فلسطين عام 1900 وتوفيت في دمشق ودفنت فيها عام 1970). هي صحفية وناشطة سياسية ونسائية فلسطينية، من أوائل الإعلاميات في فلسطين، كانت أول امرأة فلسطينية تخضع للاعتقال في عهد الانتداب البريطاني بسبب نشاطها الوطني وقد اعتقلتها السلطات البريطانية في أواخر سنة 1938 بتهمة إمداد الثوار الفلسطينيين بالأسلحة، بعد أن وصفتها بأنها «امرأة خطرة جداً» و«محرضة بارزة»، ودامت فترة احتجازها في معتقل في بيت لحم أحد عشر شهراً. وقد نظمت حملة واسعة محلية ودولية من أجل إطلاق سراحها.
والدها الإيراني الأصل هو الشيخ بديع الله بهائي من مدينة عكا، زوجها هو الصحفي الفلسطيني نجيب نصار ولهما ابن واحد فاروق نصار.

## حياتها
درست ساذج نصّار في مدرسة راهبات الناصرة في حيفا وتخرجت فيها ثم بدأت حياتها المهنية سنة 1923 بكتابة المقالات في «صحيفة الكرمل» التي أسسها زوجها نجيب نصّار سابقًا سنة 1908 في مدينة حيفا. ومن بعدها أصبحت تساهم مع زوجها في تحرير هذه الجريدة وإدارتها.
افتتحت ساذج نصّار سنة 1926 زاوية في جريدة «الكرمل» باسم «صحيفة النساء»، صارت تعالج موضوعات اجتماعية بأقلام رجال ونساء. وفي سنة 1932، أصبح لها زاويتان في الجريدة، إحداهما نسائية والأخرى اجتماعية.
وكتبت مقالات لتحث الأمهات الفلسطينيات على تربية أولادهن على أساس المساواة  بين الولد والبنت، ودعت إلى تعليم المرأة الفلسطينية وتوفير فرص العمل أمامها، وهاجمت العيوب الاجتماعية السائدة في المجتمع، كما شجعت النساء الفلسطينيات على دخول معترك الحياة السياسية والمساهمة في مقاومة النفوذ الاستعماري البريطاني والصهيوني.
شاركت سنة 1930، بالتعاون مع مريم الخليل، في تأسيس «جمعية الاتحاد النسائي العربي» في حيفا، التي لعبت دوراً في الإضراب العام سنة 1936، وفي التظاهرات النسائية التي تخللته.
وبعد وقوع نكبة فلسطين سنة 1948، لجأت ساذج نصّار إلى لبنان حيث نشرت سلسلة مقالات عن مأساة فلسطين وتدهور الأوضاع فيها في جريدة «اليوم».